# Национальная ассамблея Бутана
Национальная ассамблея Бутана — Нижняя палата двухпалатного парламента Бутана, в который также входят король Бутана и Национальный совет.

## История

### Первые парламентские выборы
Национальная ассамблея состоит из 47 членов, которые были избраны на первых национальных выборах 24 марта 2008 года. К выборам были допущены две промонархические политические силы, возглавляемые королевскими премьер-министрами и провозглашающие своей целью увеличение валового национального счастья. Победу одержала консервативная «Партия мира и процветания» (ПМП), заняв 45 мест в ассамблее. Оставшиеся 2 места заняла «Народно-демократическая партия» (НДП), а её лидер Сангай Нгедуп проиграл выборы в своём округе. При этом за ПМП было подано 67,04% голосов, а за НДП — 32,96%.

### Победа Народно-демократическая партии
На парламентских выборах 2013 года победу одержала ранее оппозиционная либеральная «Народно-демократическая партия» (НДП), получив 32 места в Национальной ассамблеи. «Партия мира и процветания» (ПМП) заняла второе место, выиграв 15 кресел в парламенте.

### Внезапная победа третьей силы
На выборах 2018 года большинство внезапно получила социал-демократическая «Объединённая партия Бутана», заняв 30 мест в нижней палате парламента. На втором месте оказалась «Партия мира и процветания» с 17-тью местами.